# 高宅蔡進教之佑聖母堂
高宅蔡進教之佑聖母堂，又称崇明高宅蔡天主堂 ，是天主教上海教区崇明总铎区的一座教堂，位于上海市崇明区向化镇二堡村。
2017年6月29日，该堂公布为崇明区登记不可移动文物。
2024年12月28日，沈斌主教于徐家汇天主堂主持2025禧年开幕弥撒，隆重开启教区圣年。沈斌主教宣布，将浦东总铎区高宅蔡进教之佑圣母堂列入上海教区2025禧年的六大朝圣地。